# Тюрин, Никита Сергеевич
Никита Сергеевич Тюрин (род. 2 июля 2007, Москва) — российский хоккеист, защитник системы московского «Спартака».

## Клубная карьера
Хоккеем начал заниматься с шести лет в московской школе «Русь», куда его привели родители. Первые тренеры — Сергей Иванович Глазунов и Дмитрий Николаевич Понкратов. Летом 2024 года перешёл в систему московского «Спартака» и 19 августа 2024 года заключил свой первый профессиональный контракт с клубом на три года. С сентября 2024 года начал выступать в Молодёжной хоккейной лиге за МХК «Спартак». Дебютировал в МХЛ 3 сентября 2024 года в матче против «Атланта» (5:4 Б), в этой же встрече набрал своё первое очко в лиге, отдав голевую передачу. 17 сентября 2024 года забросил свою первую шайбу в МХЛ, поразив ворота «Амурских тигров» (3:1). 13 декабря 2024 года был выбран для участия на Кубке вызова МХЛ. 1 февраля 2025 года в составе сборной Запада стал победителем Кубка вызова МХЛ.
15 января 2025 года Тюрин дебютировал на взрослом уровне за фарм-клуб «Спартака» во Всероссийской хоккейной лиге воскресенский «Химик» в матче против «Магнитки» (4:5). 27 января 2025 года впервые попал в заявку на матч Континентальной хоккейной лиги против московского ЦСКА (4:1). Дебютировал за «Спартак» в КХЛ 30 января 2025 года в матче против СКА (3:4 Б), проведя на площадке одну минуту и 43 секунды. 24 мая 2025 года вместе с МХК «Спартак» стал обладателем Кубка Харламова. 28 июня 2025 года Тюрин на драфте НХЛ был выбран в 5-м раунде под общим 140-м номером клубом «Детройт Ред Уингз».

## Карьера в сборной
27 января 2025 года был впервые вызван в состав юниорской сборной России на учебно-тренировочный сбор перед участием на Кубке Будущего. 6 февраля 2025 года вместе с юниорской сборной России стал победителем турнира. На Кубке Будущего Тюрин провёл три матча и набрал одно (0+1) очко.

## Достижения
- Обладатель Кубка Харламова: 2025
- Участник и победитель Кубка вызова МХЛ: 2025[9]